# Знаменка (Иркутская область)
Зна́менка — село в Жигаловском районе Иркутской области России. Административный центр Знаменского муниципального образования.

## География
Село находится на расстоянии примерно 22 км к юго-западу от рабочего посёлка Жигалово, административного центра района.

## Население
| 2002 | 2010 | 2011 | 2012 |
| ---- | ---- | ---- | ---- |
| 740  | ↘587 | ↘583 | ↘573 |

### Половой состав
По данным Всероссийской переписи, в 2010 году в селе проживало 587 человек (281 мужчина и 306 женщин).

## Известные уроженцы
- Бак, Борис Аркадьевич (1897—1938) — советский работник органов госбезопасности, комиссар государственной безопасности 3-го ранга.
- Винокуров, Михаил Алексеевич (1949) — советский и российский экономист. Доктор экономических наук.
- Серебренников, Иван Иннокентьевич (1918—2005) — советский и российский педагог. Доктор педагогических наук.
- Михайлов, Борис Михайлович (1908—1984) — советский химик, специалист в области химии бороорганических соединений. Доктор химических наук.
- Серебренников, Иван Иннокентьевич (1882—1940) — российский этнограф, статистик, представитель сибирского областничества.
- Тарасов, Пётр Прокопьевич (1907—1960) — советский зоолог, специалист по эпизоотологии чумы.